# Danestal
Danestal är en kommun i departementet Calvados i regionen Normandie i norra Frankrike. Kommunen ligger i kantonen Dozulé som ligger i arrondissementet Lisieux. År 2022 hade Danestal 379 invånare.

## Befolkningsutveckling
Antalet invånare i kommunen Danestal
Referens: INSEE